# Lobesia
Lobesia är ett släkte av fjärilar som beskrevs av Achille Guenée 1845. Lobesia ingår i familjen vecklare.

## Bildgalleri

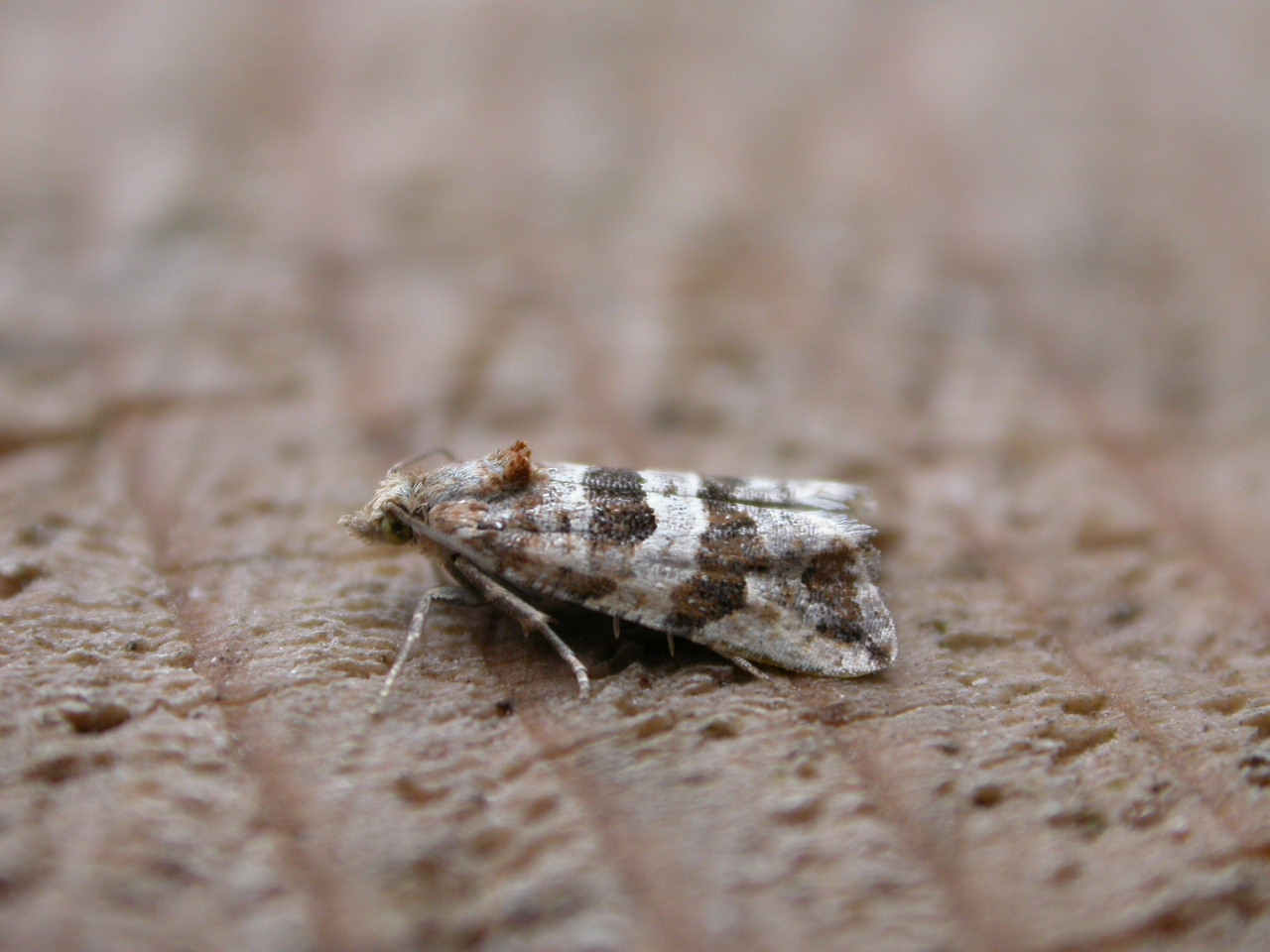
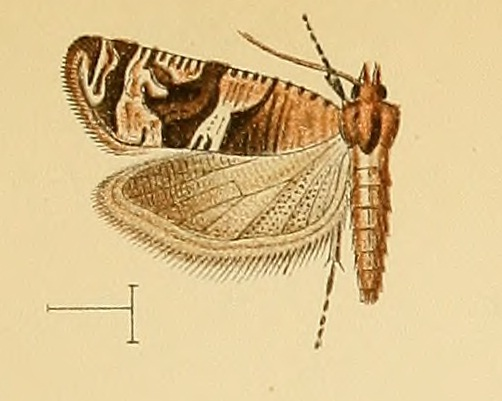
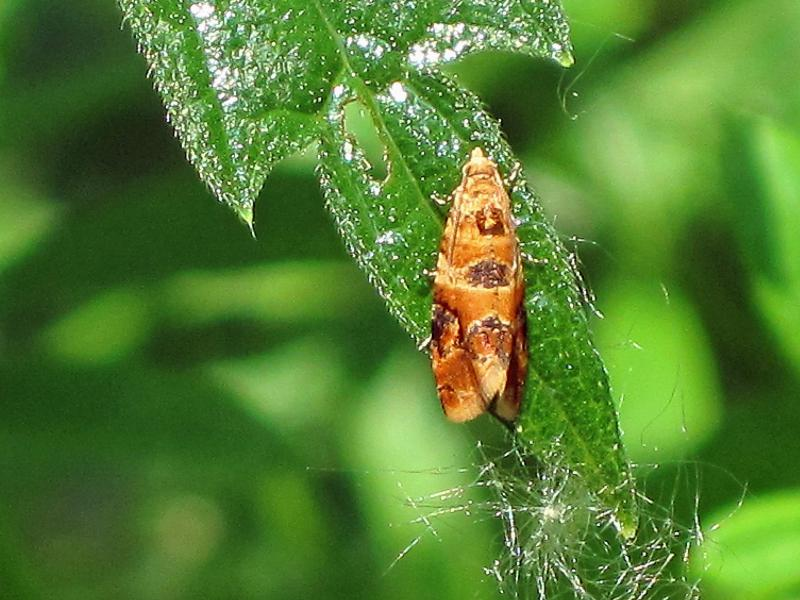
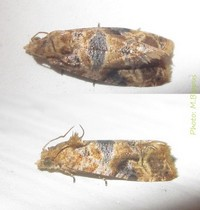

## Dottertaxa tillLobesia, i alfabetisk ordning[1][2]
- Lobesia abscisana
- Lobesia acroleuca
- Lobesia aeolopa
- Lobesia albotegula
- Lobesia amaryllana
- Lobesia ambigua
- Lobesia annetensis
- Lobesia archaetypa
- Lobesia arenacea
- Lobesia arescophanes
- Lobesia arguta
- Lobesia artemisiana
- Lobesia atrata
- Lobesia atsushii
- Lobesia attributana
- Lobesia bicinctana
- Lobesia bisyringnata
- Lobesia botrana
- Lobesia candida
- Lobesia carduana
- Lobesia cathedra
- Lobesia cetratana
- Lobesia characterana
- Lobesia cinerariae
- Lobesia clarisecta
- Lobesia clavosa
- Lobesia coccophaga
- Lobesia cognata
- Lobesia confinitana
- Lobesia crimea
- Lobesia cunninghamiacola
- Lobesia deltophora
- Lobesia discotypa
- Lobesia dryopelta
- Lobesia dubitana
- Lobesia duplicata
- Lobesia elasmopyga
- Lobesia embrithes
- Lobesia eoplecta
- Lobesia euphorbiana
- Lobesia eustales
- Lobesia extrusana
- Lobesia fetialis
- Lobesia fictana
- Lobesia fischerana
- Lobesia flavosquamella
- Lobesia fuligana
- Lobesia genialis
- Lobesia glebifera
- Lobesia globosterigma
- Lobesia harmonia
- Lobesia helichrysana
- Lobesia hendrickxi
- Lobesia herculeana
- Lobesia hibernana
- Lobesia hypolepta
- Lobesia indusiana
- Lobesia isochroa
- Lobesia kurokoi
- Lobesia leucospilana
- Lobesia limoniana
- Lobesia lithogonia
- Lobesia littoralis
- Lobesia longisterigma
- Lobesia lugdunana
- Lobesia macroptera
- Lobesia mechanodes
- Lobesia melanops
- Lobesia meliscia
- Lobesia metachlora
- Lobesia mieae
- Lobesia minuta
- Lobesia montana
- Lobesia moriutii
- Lobesia neptunia
- Lobesia nigrescens
- Lobesia occidentis
- Lobesia ochronoma
- Lobesia orphica
- Lobesia orthomorpha
- Lobesia oxymochla
- Lobesia oxypercna
- Lobesia paradisea
- Lobesia paraphragma
- Lobesia parvulana
- Lobesia pattayae
- Lobesia peltophora
- Lobesia peplotoma
- Lobesia permixtana
- Lobesia physophora
- Lobesia porrectana
- Lobesia postica
- Lobesia primaria
- Lobesia proterandra
- Lobesia pullana
- Lobesia pyriformis
- Lobesia quadricata
- Lobesia quaggana
- Lobesia rapta
- Lobesia relicta
- Lobesia reliquana
- Lobesia reprobata
- Lobesia rhipidoma
- Lobesia rhombophora
- Lobesia rosmarinana
- Lobesia scorpiodes
- Lobesia semosa
- Lobesia serangodes
- Lobesia siamensis
- Lobesia sitophaga
- Lobesia spiraeae
- Lobesia staticeana
- Lobesia stenaspis
- Lobesia stericta
- Lobesia subherculeana
- Lobesia sutteri
- Lobesia symploca
- Lobesia takahiroi
- Lobesia thlastopa
- Lobesia transtrifera
- Lobesia triacanthis
- Lobesia trifasciana
- Lobesia tritoma
- Lobesia ultima
- Lobesia vanillana
- Lobesia vectis
- Lobesia venustana
- Lobesia virulenta
- Lobesia xenosema
- Lobesia xylistis
- Lobesia yasudai